# Юндзилл, Станислав Бонифацы
Стани́слав Бонифа́цы (Бонифаций) Ю́ндзилл (пол. Stanisław Bonifacy Jundziłł, бел. Станіслаў Баніфацы Юндзіл, лит. Stanislovas Bonifacas Jundzilas; 6 мая 1761, Ясеницы Лидского уезда — 15 апреля 1847, Вильно) — естествоиспытатель, ботаник, натуралист и педагог, профессор Виленского университета.

## Биография
В 1774—1779 годах учился в школах пиаров в Лиде и Любешове (Волынской губернии).
В 1779 году стал членом ордена пиаров. Преподавал в школах пиаров в Россиенах и Вильне (1779—1780).
В 1782 году слушал курс физики, в 1783 — химии в Главной школе Великого княжества Литовского (Schola Princips Magni Ducatus Lithuaniae) в Вильне.
С 1784 года — католический священник.
В 1785—1786 годах преподавал в школе пиаров в Щучине (Гродненская губерния), основал при ней ботанический сад и разбил парк возле имения Сципионов.
В 1786—1787 годах слушал курсы химии и зоологии в Главной школе и частный курс ботаники у Георга Форстера (1787).
В 1790—1792 годах преподавал естественные науки в виленской коллегии пиаров (на польском языке).
С 1792 года преподавал в Главной школе Великого княжества Литовского.

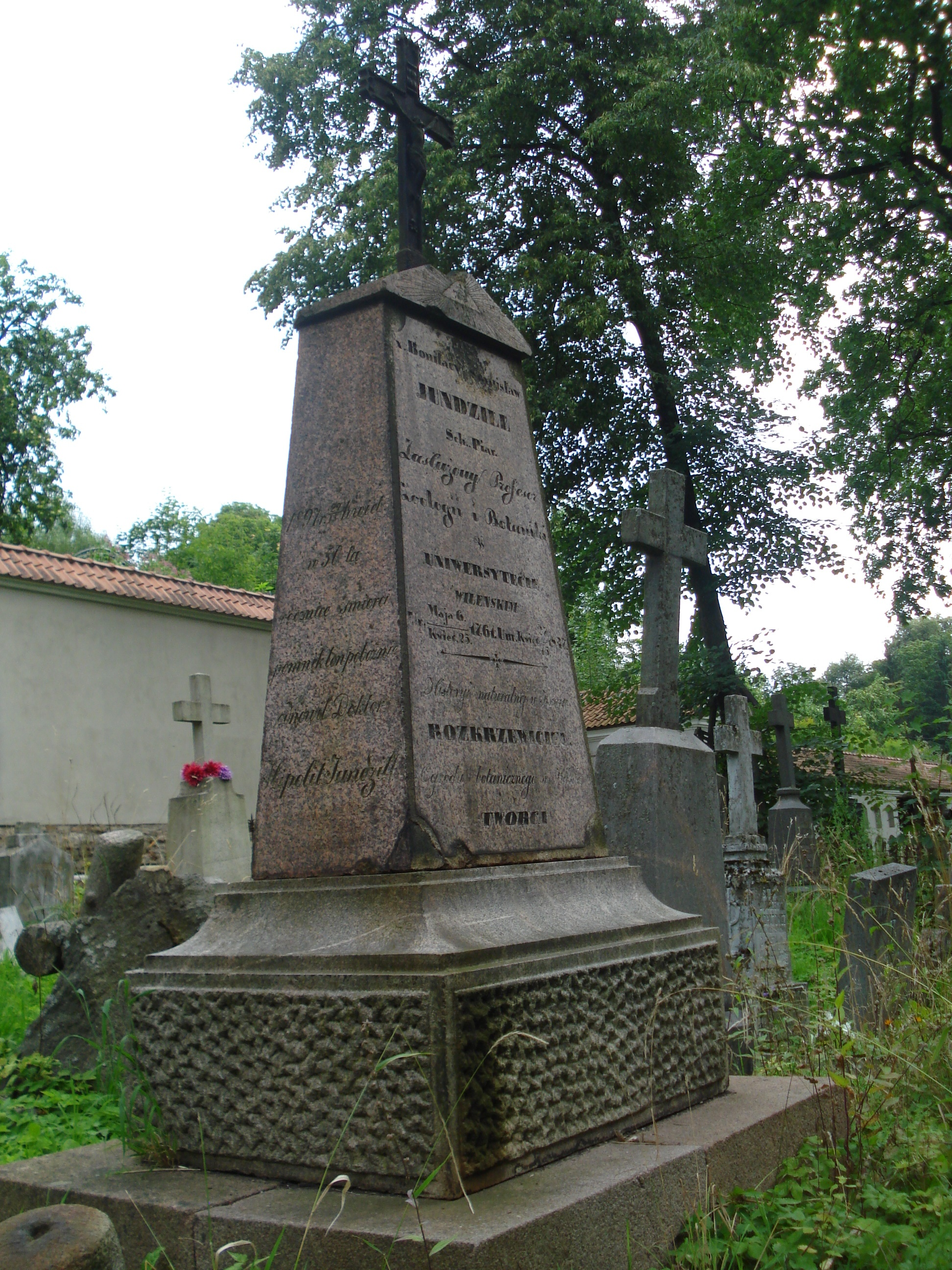
Надгробие на могиле Юндзилла

Совершенствовался в Австрии, Саксонии, Венгрии.
В 1795—1796 годах в Вене прослушал курсы анатомии животных, физиологии, фармацевтики, патологии и терапии.
По возвращении в 1797 году стал вице-профессором в Главной школе. С 1798 года доктор философии и самостоятельно читал лекции. С 1802 года — профессор ботаники и зоологии (первый профессор — уроженец здешних мест). До 1824 года заведовал кафедрой естественных наук Виленского университета.
В 1799 году принял от доктора Ф. Ф. Шпицнагеля руководство ботаническим садом. Перенёс ботанический сад в Серейкишки и расширил его. Пополнил зоологическими коллекциями кабинет естественных наук и оборудовал минералогический кабинет.
Член научных обществ: варшавского (Towarzystwo Przyjaciół Nauk, 1801; Towarzystwo Gospodarcze, 1811), Московского общества испытателей природы (1805).
С 1805 года редактор и активный сотрудник виленской ежемесячной газеты „Dziennik Wileński“.
После выхода в отставку в 1826 году совершил несколько поездок в Карлсбад, Варшаву, Вроцлав, Берлин (1827, 1833, 1835), знакомясь с тамошними ботаническими и помологическими садами.
Умер 27 апреля 1847 в Вильне. Похоронен на Бернардинском кладбище. Его именем названа улица в Вильнюсе в микрорайоне Кайренай. Также улица Юндзилла есть в городе Гродно.

## Научная деятельность

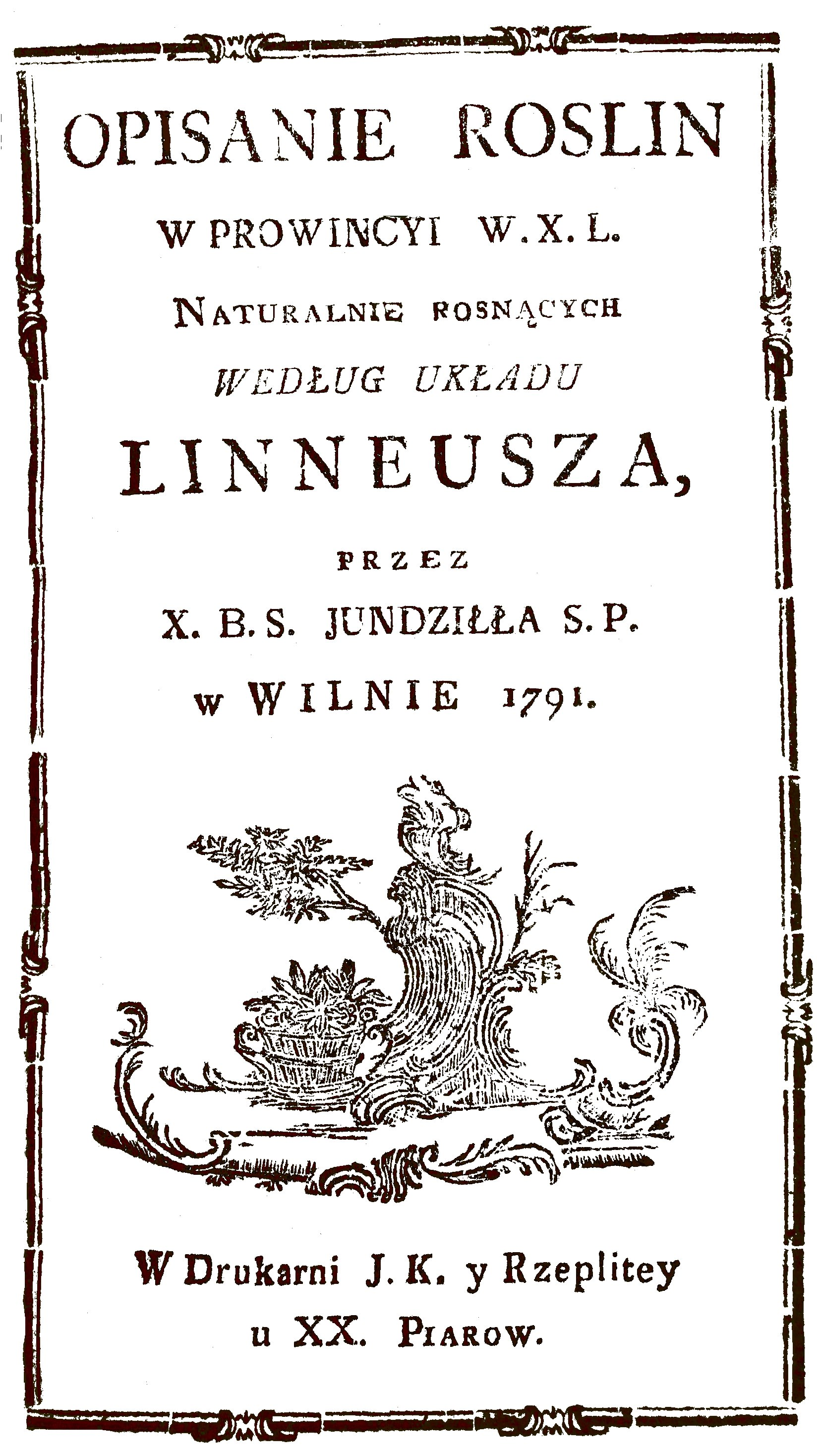
Титульная страница

Преподавал ботанику и другие естественнонаучные курсы. Один из зачинателей преподавания ветеринарии в Литве.
Автор первых учебных пособий по естественным наукам для студентов Виленского университета «Основы ботаники» („Początki botaniki“, 1804—1805, 2 части); «Краткий курс зоологии» („Zoologia krótko zebrana“, 1807, 3 тома). Оба учебника выдержали несколько изданий.
Главная область научных исследований — ботаника. Занимался также энтомологией, изучал миграцию птиц; один из зачинателей орнитологических исследований в Литве.
Автор первого точного описания флоры Литвы (по классификации Линнея, „Opisanie roslin w prowincyi W. K. L. naturalnie rosnących według układu Linneusza“ (Вильно, 1791; второе издание „Opisanie roślin litewskich“ 1811) и труда «Прикладная ботаника» („Botanika stosowana“). За описание литовской флоры польский король Станислав Август пожаловал золотой медалью.
Писал также по вопросам зоологии и сельского хозяйства; автор множества популярных статей и воспоминаний.